# Zítřek nikdy neumírá
Zítřek nikdy neumírá je v pořadí 18. bondovka, natočená v roce 1997 společností EON Productions. Hlavní postavu Jamese Bonda zde ztvárnil Pierce Brosnan a jeho úkolem je zabránit mediálnímu magnátovi Eliotu Carverovi (Jonathan Pryce) v rozpoutání války mezi Čínou a Velkou Británií.

## Děj
Na začátku filmu je v Jihočínském moři potopena fregata HMS Devonshire a z ní jsou uloupeny rakety. Britská vláda podezřívá z útoku čínské letectvo, ale ve skutečnosti došlo k potopení vrtným torpédem, které vystřelila radarem nezachytitelná loď mediálního magnáta Eliota Carvera, který se snaží rozpoutat válku mezi Čínou a Velkou Británií a získat tak mediální licence v Číně a dovršit budování svého mediálního impéria. V Hamburku naváže James Bond kontakt se svojí bývalou milenkou Paris (Teri Hatcherová), která se, poté co ji Bond opustil, provdala právě za Eliota Carvera. Přes chladné přijetí ho dostane na stopu podlostí svého manžela, ale za tuto informaci a noc s Bondem draze zaplatí. Je zabita nájemným vrahem Dr. Kaufmannem (Vincent Schiavelli), který čeká v hotelu Atlantis, aby zabil i Bonda, ale Bond zabije jeho. Poté se Bond přesune do Vietnamu, protože díky lokátoru GPS, který našel v Carverově ústředí v Hamburku, zjistil, že HMS Devonshire byla odchýlena ze svého kurzu. Vrak najde a setkává se tam se svojí bondgirl Wai Lin (Michelle Yeoh), se kterou je chycen pravou rukou Eliota Carvera, Stamperem (Götz Otto), a přepraven do Saigonu. Zde utíkají ze zajetí honičkou v ulicích města a vše vrcholí bojem na neviditelné lodi, kdy Bond s Wai Lin překazí Carverovy plány (odpálení rakety na Peking), zničí neviditelnou loď a Carver i Stamper umírají.

## Bondovo vybavení
V tomto díle je Bondovi k dispozici osobní BMW, které lze na dálku řídit mobilním telefonem. Tento vůz mu předá Q v Hamburku, ale Bond jej zničí během honičky s padouchy. Navíc dostane od Q mobilní telefon, který umožňuje řídit BMW, ale také vysílá silný elektrický impulz a obsahuje elektronický paklíč. Navíc dostane od agentky Wai Lin novou pistoli – Walther P99 a hodinky s rozbuškou bomby.
Na začátku filmu Bond pilotuje letadlo české výroby L-39 Albatros.

## Bond girls
- Teri Hatcherová jako Paris Carver
- Michelle Yeoh jako Wai Lin